# Conrad Rooks
Conrad Rooks (ur. 15 grudnia 1934 w Kansas City, zm. 27 grudnia 2011 w Massachusetts) – amerykański reżyser, scenarzysta i producent filmowy. Jego na poły autobiograficzny debiut reżyserski poświęcony nałogowi narkotykowemu pt. Chappaqua (1966) przyniósł mu Grand Prix Jury na 27. MFF w Wenecji. Kolejnym udanym projektem filmowym Rooksa był Siddhartha (1972), adaptacja powieści pod tym samym tytułem autorstwa Hermanna Hessego z Shashim Kapoorem w roli głównej.